# 100th Window
Albums de Massive Attack
Singles 90/98
(1998) Danny the Dog
(2004)
100th Window est le quatrième album du groupe anglais Massive Attack, sorti en 2003.
La musique jouée par le groupe, mené sur cet album seulement par Robert Del Naja (Grant Marshall n'ayant pas participé à l'album, et Andrew Vowles ayant quitté le groupe après Mezzanine), est ici plus orientée sur les synthétiseurs et la programmation que sur l'usage de samples, ceux-ci étant quasiment totalement absents. L'influence jazz, soul et hip hop, à travers les divers samples, des opus précédents est également beaucoup moins présente. En résulte un son plus synthétique et froid.

## Pistes
| 1.    | Future Proof                     | 5:37  |
| 2.    | What Your Soul Sings             | 6:37  |
| 3.    | Everywhen                        | 7:37  |
| 4.    | Special Cases                    | 5:09  |
| 5.    | Butterfly Caught                 | 7:33  |
| 6.    | A Prayer for England             | 5:44  |
| 7.    | Small Time Shot Away             | 7:57  |
| 8.    | Name Taken                       | 7:47  |
| 9.    | Antistar                         | 8:17  |
| 10.   | LP4 (piste cachée instrumentale) | 11:23 |
| 73:52 |                                  |       |

## Personnel
- Robert "3D" Del Naja : production, écriture, chant sur Future Proof, Butterfly Caught, Small Time Shot Away et Antistar
- Neil Davidge : production
- Horace Andy : chant sur Everywhen et Name Taken
- Sinéad O'Connor : chant sur What Your Soul Sings, Special Cases et A Prayer for England
- Damon Albarn : chant additionnel sur Small Time Shot Away
- Alex Swift : programmation additionnelle et claviers
- Angelo Bruschini : guitares
- Jon Harris : basse
- Damon Reece : percussions
- Stuart Gordon : violon
- Skaila Hanka : harpe
- Craig Pruess : cordes